# Rennellia
Rennellia là một chi thực vật có hoa trong họ Thiến thảo (Rubiaceae).

## Loài
Chi Rennellia gồm các loài: